# Per sentirmi vivo
Per sentirmi vivo è un singolo del rapper italiano Fasma, pubblicato il 13 novembre 2019 come primo estratto dal secondo album in studio Io sono Fasma.
Il brano ha preso parte al Festival di Sanremo 2020 nella sezione Nuove Proposte.

## Tracce
1. Per sentirmi vivo – 2:59

## Classifiche

### Classifiche settimanali
| Classifica (2020) | Posizione massima |
| ----------------- | ----------------- |
| Italia            | 6                 |

### Classifiche di fine anno
| Classifica (2020) | Posizione |
| ----------------- | --------- |
| Italia            | 42        |